# Постільничий
Постільничий (рос. постельничий) — старовинна посада особи на придворній службі у XV-XVII ст.

## Відомості

### Королівство Польське
Королівським постільничим був предок гетьмана Пилипа Орлика — Миколай Орлик (пом. 1534).

### Московія
Згадуване у боярській книзі Шереметьєва під 1495 р., що навіть раніше існував під назвою «покладника», в обов'язки якого входило стежити за чистотою, оздобленням й збереженням ліжка князя, короля або царя (залежно від назви голови держави). Постільничий зазвичай призначався з близьких до князя (короля) шляхтичів і бояр. За часів царя Івана III постільничими служили сини боярські: Єропкін Афанасій Іванович; Карпов Федір Іванович (що став потім відомим дипломатом).
З кінця XV ст. постільничі отримали певне місце на сходах придворних чинів, який складався, крім відання стану ліжка, в завідуванню всією «постільною скарбницею» князя (ікони, хрести, посуд із золота та срібна, одяг тощо). У перші 15 років існування цієї посади (1645 р.) піднеслися тільки два прізвища — Волинські та Годунови. Після 1645 р. І. М. Анічков і Г. І. Ртищев дійшли до думних дворян, М. І. Ртищев зведений був у звання окольничого та І. М. Язиков — до звання окольничого і боярина. Іноді постільничий призначався на посаду «ратного воєводи» (І. М. Вешняков, у 1554 р.). На сходинках чинів постільничі стояли за "збройниками "(рос. оружничий).
Під час вступу на посаду постільничого особа присягала зберігати «государеву постіль» від чаклунства і чарівництва. Постельничі відали спальниками і всіма людьми, котрі служили при «государевій опочивальні».
Першим постільничим Московії у 1497 р. згадується Іван Йорш. Татищев В. М. повідомив, що раніше цей чин називався «покладник».
За часів царя Олексія Михайловича постільничий Федір Михайлович Ртищев відав також й «Майстерською палатою». В якій шили одяг голові держави, управляв слободою, що виготовляла полотна на государевий ужиток. Постільничий був найближчим слугою государя, спав з ним в одній кімнаті, ходив з ним у лазню, супроводжував його на урочистостях, спостерігав, щоб стілець, лавочка під ноги та інші необхідні государю речі завжди були до його послуг. У розпорядження постільничого надавалися інші слуги «стряпчі» та «спальники». Посада його носила виключно приватний, домашній характер. Він зберігав печатку «для швидких і таємних царських справ» і часто відав особистою канцелярією государя. Постільничий входив у число наближених радників государя, котрі впливали на його діяльність. Посада його займали члени третьорядних не кокняжих родів, які не були навіть серед «окольничих». Тільки за царювання Олексія Михайловича для нього відкрився був більш вільний рух до вищих чинів.
Щербатов згадує про московських «постільничих з путьом» (рос. постельничий с путём), тобто з гарантованим грошовим прибутком щомісяця.
Товаришем постільничого був «стряпчий з ключем».
Останнім московським постільничим був Гаврило Іванович Головкін, який заступив на цю посаду в 1689 р. замість свого батька на цій посаді — Івана Семеновича Головкіна. Пізніше даний чин став називатися «Верховний кімнатний», а з 1709 р. Г. І. Головкін став називатися «канцлером».